# Volere
Volere ist eine Sammlung von Hilfsmitteln und Materialien um das Thema Requirements Engineering (Anforderungsanalyse) im Softwareentwicklungsprozess.
Bekannt sind besonders folgende Dokumentvorlagen:
- Volere Requirements Specification Template, eine sehr umfassende Vorlage für die Aufnahme aller Arten von Anforderungen
- Volere Atomic Requirement Template, auch bekannt unter dem Namen Snow Card, eine Karteikarte zur vollständigen Aufnahme aller Informationen zu einer einzelnen Anforderung

Darüber hinaus wird mit dem Requirements Process eine Vorgehensweise zum Finden und Erfassen von Anforderungen vorgeschlagen.
Die Volere-Templates konnten bis zum Jahr 2008 kostenlos heruntergeladen werden. Seit 2009 ist es kostenpflichtig. Sie dürfen gegen Entrichtung einer Spende und unter Angabe der Quelle für Anforderungsanalyse in eigenen Projekten eingesetzt werden.
Neben einigen weiteren Beteiligten stehen vor allem Suzanne und James Robertson als treibende Kräfte hinter Volere. Der Name Volere wurde in Anlehnung an das italienische Verb volere – wollen, wünschen – gewählt.

## Das Volere Requirements Specification Template
Der folgende Abschnitt gibt das Inhaltsverzeichnis des Templates wieder.
Dabei meint Produkt das, was als Ergebnis eines angenommenen Projekts geliefert wird, bei Softwareprojekten in der Regel ein Stück Software.
Es werden 27 Typen von Anforderungen in 5 übergeordneten Kategorien unterschieden. In der Praxis ist zu erwarten, dass die funktionalen Anforderungen den größten Raum einnehmen.

### Projekttreiber
- Der Zweck des Projekts
- Kunden und andere Beteiligte/Betroffene
- Nutzer des Produkts

### Randbedingungen
- Vorgegebene Randbedingungen für das Projekt
- Namenskonventionen und Definitionen
- Relevante Fakten und Annahmen

### Funktionale Anforderungen
- Arbeitsumfang
- Abgrenzung des Produkts
- Anforderungen an Funktionen und Daten des Produkts

### Nicht-funktionale Anforderungen
- Look and Feel
- Benutzbarkeitsanforderungen
- Performance / Durchsatz / Kapazität / Sicherheit
- Operationale Anforderungen
- Wartungs- und Portierungsanforderungen
- Zugriffsschutzanforderungen
- Kulturelle und politische Anforderungen
- Rechtliche Anforderungen

### Projektangelegenheiten
- Offene Punkte
- Fertiglösungen
- Neue Probleme
- Aufgaben
- Inbetriebnahme und Migration
- Risiken
- Kosten
- Benutzerdokumentation und Schulung
- Warteraum
- Lösungsideen